# Polygonatum lasianthum
Polygonatum lasianthum är en sparrisväxtart som beskrevs av Carl Maximowicz. Polygonatum lasianthum ingår i släktet ramsar, och familjen sparrisväxter. Inga underarter finns listade i Catalogue of Life.